# Luca Ceppitelli
Luca Ceppitelli (Castiglione del Lago, Umbría, Italia, 11 de agosto de 1989) es un futbolista italiano. Juega de defensa en el F. C. Südtirol de Italia.

## Trayectoria

### Perugia
Ceppitelli comenzó su carrera en el club local de su ciudad natal, el Perugia. Jugó solo en un encuentro con el primer equipo por la Serie C1 en la temporada 2006-07. 

### Andria
LLegó al SSD Fidelis Andria en enero de 2009. Estuvo dos temporadas en el club jugando en la Lega Pro Prima Divisione.

### Bari
FIchó por el Bari de la Seria A el 30 de agosto de 2010, sin embargo paso su primera temporada en el club a préstamo al Andria. 

### Parma
El 1 de julio de 2014 fichó permanentemente por el Parma. Solo jugó los encuentros de la pretemporada y no debutó oficialmente con el club.

### Cagliari
Fue vendido al Cagliari de la Serie A el 7 de agosto de 2014 por 2,1 millones de €. Dejó el club al término de la temporada 2021-22.

## Estadísticas
Actualizado al último partido disputado el 1 de agosto de 2020.
| Perugia · Italia | 3.ª           | 2006-07       | 1   | 0  | 0  | 0 | - | - | - | - | 1   | 0  |
| Perugia · Italia | Total club    | Total club    | 1   | 0  | 0  | 0 | - | - | - | - | 1   | 0  |
| Andria · Italia | 4.ª           | 2008-09       | 8   | 0  | 0  | 0 | - | - | - | - | 8   | 0  |
| Andria · Italia | 3.ª           | 2009-10       | 24  | 0  | 2  | 0 | - | - | - | - | 26  | 0  |
| Andria · Italia | 3.ª           | 2010-11       | 30  | 3  | 0  | 0 | - | - | - | - | 30  | 3  |
| Andria · Italia | Total club    | Total club    | 62  | 3  | 2  | 0 | - | - | - | - | 64  | 3  |
| Bari · Italia | 2.ª           | 2011-12       | 25  | 0  | 2  | 0 | - | - | - | - | 27  | 0  |
| Bari · Italia | 2.ª           | 2012-13       | 37  | 5  | 1  | 0 | - | - | - | - | 38  | 5  |
| Bari (préstamo) · Italia | 2.ª           | 2013-14       | 38  | 6  | 1  | 0 | - | - | 3 | 0 | 42  | 6  |
| Bari (préstamo) · Italia | Total club    | Total club    | 100 | 11 | 4  | 0 | 0 | 0 | 3 | 0 | 107 | 11 |
| Cagliari · Italia | 1.ª           | 2014-15       | 25  | 0  | 2  | 0 | - | - | - | - | 27  | 0  |
| Cagliari · Italia | 2.ª           | 2015-16       | 26  | 1  | 0  | 0 | - | - | - | - | 26  | 1  |
| Cagliari · Italia | 1.ª           | 2016-17       | 19  | 0  | 1  | 0 | - | - | - | - | 20  | 0  |
| Cagliari · Italia | 1.ª           | 2017-18       | 27  | 3  | 0  | 0 | - | - | - | - | 27  | 3  |
| Cagliari · Italia | 1.ª           | 2018-19       | 24  | 1  | 2  | 0 | - | - | - | - | 26  | 1  |
| Cagliari · Italia | 1.ª           | 2019-20       | 16  | 2  | 1  | 0 | - | - | - | - | 17  | 2  |
| Cagliari · Italia | Total club    | Total club    | 137 | 7  | 6  | 0 | 0 | 0 | 0 | 0 | 143 | 7  |
| Total carrera | Total carrera | Total carrera | 300 | 21 | 12 | 0 | 0 | 0 | 3 | 0 | 315 | 21 |
| (1) Incluye datos de Copa Italia, Copa Italia de Serie C y Copa Italia de Lega Pro. (2) Incluye datos de play offs de Serie B. |               |               |     |    |    |   |   |   |   |   |     |    |

## Palmarés

### Títulos nacionales
| Título  | Club            | País   | Año     |
| ------- | --------------- | ------ | ------- |
| Serie B | Cagliari Calcio | Italia | 2015-16 |